# Internationale Filmfestspiele Berlin 1961
Die Internationalen Filmfestspiele Berlin 1961 fanden vom 23. Juni bis zum 4. Juli 1961 statt.
Obwohl das Berlinale-Programm künstlerisch hochkarätig besetzt war, sorgte für die größte Aufmerksamkeit die US-amerikanische Schauspielerin Jayne Mansfield als Gast der Berlinale. So war in der deutschen Presse auch eher von der Busen-Berlinale die Rede, denn von einem Festival der Filmkunst. Von der herannahenden Berlin-Krise mit dem Höhepunkt des Mauerbaus im August und dem gleichzeitigen Stattfinden eines Filmfestivals mit Filmen aus 46 Ländern wurde von der deutschen Presse eher wenig berichtet.

## Wettbewerb
Folgende Filme wurden im offiziellen Wettbewerb gezeigt:
| Filmtitel                          | Regisseur                               | Produktionsland           | Darsteller (Auswahl)                                                                  |
| Amelie oder die Zeit zum Lieben    | Michel Drach                            | Frankreich                | Marie-José Nat                                                                        |
| Antigone                           | Yorgos Javellas                         | Griechenland              | Irene Papas                                                                           |
| Anuradha                           | Hrishikesh Mukherjee                    | Indien                    | Balraj Sahni, Leela Naidu                                                             |
| Die Bösen schlafen gut             | Akira Kurosawa                          | Japan                     | Toshirō Mifune                                                                        |
| Die Ehe des Herrn Mississippi      | Kurt Hoffmann                           | Schweiz, Deutschland      | O. E. Hasse, Johanna von Koczian, Hansjörg Felmy, Martin Held                         |
| Das Ende der Cangaceiros           | Walter Guimares Motta                   | Brasilien                 |                                                                                       |
| I faresonen                        | Bjørn Breigutu                          | Norwegen                  |                                                                                       |
| Der Fehltritt                      | Charles Walters                         | USA                       | Shirley MacLaine, Laurence Harvey                                                     |
| Die feuerrote Taube                | Matti Kassila                           | Finnland                  |                                                                                       |
| Eine Frau ist eine Frau            | Jean-Luc Godard                         | Frankreich                | Jean-Claude Brialy, Anna Karina, Jean-Paul Belmondo                                   |
| Frage 7                            | Stuart Rosenberg                        | USA, Deutschland          | Michael Gwynn                                                                         |
| In angenehmer Gesellschaft         | George Seaton                           | USA                       | Fred Astaire, Debbie Reynolds, Lilli Palmer, Tab Hunter                               |
| Los Jóvenes                        | Luis Alcoriza                           | Mexiko                    |                                                                                       |
| Der Kutscher                       | Dae-jin Kang                            | Südkorea                  |                                                                                       |
| Liebhaber für fünf Tage            | Philippe de Broca                       | Frankreich, Italien       | Jean Seberg, Micheline Presle, Jean-Pierre Cassel                                     |
| Macbeth                            | George Schaefer                         | USA                       | Maurice Evans, Judith Anderson, Ian Bannen                                            |
| Die Nacht                          | Michelangelo Antonioni                  | Italien, Frankreich       | Marcello Mastroianni, Jeanne Moreau, Monica Vitti, Bernhard Wicki                     |
| Nichts als Scherben                | Memduh Ün                               | Türkei                    |                                                                                       |
| La Patota                          | Daniel Tinayre                          | Argentinien               |                                                                                       |
| Prae Dum                           | Ratana Pestonji, Ratanavadi Ratanabhand | Thailand                  |                                                                                       |
| Romanoff und Julia                 | Peter Ustinov                           | USA                       | Peter Ustinov, Sandra Dee, John Gavin                                                 |
| Teenager                           | Ahmed Diaeddin                          | Ägypten                   |                                                                                       |
| Trauen Sie Alfredo einen Mord zu?  | Elio Petri                              | Italien, Frankreich       | Marcello Mastroianni                                                                  |
| Traumland der Sehnsucht            | Wolfgang Müller-Sehn                    | Griechenland, Deutschland | Dokumentarfilm                                                                        |
| Und morgen alles                   | Ralph Thomas                            | Großbritannien            | Peter Finch                                                                           |
| 14000 Zeugen                       | Hoo Wang                                | China                     |                                                                                       |
| Das Wunder des Malachias           | Bernhard Wicki                          | Deutschland               | Horst Bollmann, Richard Münch, Christiane Nielsen, Günter Pfitzmann, Brigitte Grothum |
| Wenn es Euch nicht von Herzen geht | Fons Rademakers                         | Niederlande               |                                                                                       |

## Internationale Jury
Jury-Präsident war der Brite James Quinn. Er stand folgender Jury vor: Falk Harnack (Deutschland), Hirotsugu Ozaki (Japan), Nicholas Ray (USA), Satyajit Ray (Indien), France Roche (Frankreich), Hans Schaarwächter (Deutschland) und Marc Turfkruyer (Belgien).

## Preisträger
- Goldener Bär: Die Nacht
- Silberne Bären:
  - Bernhard Wicki (Beste Regie)
  - Anna Karina in Eine Frau ist eine Frau (Beste Darstellerin)
  - Peter Finch in Und morgen alles (Bester Darsteller)
  - Eine Frau ist eine Frau (1. Sonderpreis)
  - Wenn es Euch nicht von Herzen geht (2. Sonderpreis)

- Goldener Bär für den besten Dokumentarfilm: Beschreibung eines Kampfes von Chris Marker
- Silberner Bär einen Dokumentarfilm: Traumland der Sehnsucht

## Weitere Preise
- Jugendfilmpreis (Bester Kurzfilm): Land aus Menschenhand von George Sluizer
- Jugendfilmpreis (Bester Dokumentarfilm): Beschreibung eines Kampfes von Chris Marker
- Jugendfilmpreis (Bester Spielfilm): Frage Sieben von Stuart Rosenberg
- FIPRESCI-Preis: Michelangelo Antonioni